# Lekkoatletyka na Letnich Igrzyskach Olimpijskich 1988
Lekkoatletyka na Letnich Igrzyskach Olimpijskich 1988 – zawody lekkoatletyczne podczas igrzysk w Seulu odbywały się na stadionie olimpijskim od 23 września do 1 października. 1617 sportowców (1063 mężczyzn i 554 kobiety) ze 148 krajów rywalizowało w sumie w 42 konkurencjach. 

## Rezultaty

### Mężczyźni
| Konkurencja:                              | 1. miejsce                                                                         | Rezultat   | 2. miejsce                                                                          | Rezultat  | 3. miejsce                                                                       | Rezultat  |
| Bieg na 100 m (szczegóły)                 | Carl Lewis                                                                         | 9,92 WR OR | Linford Christie                                                                    | 9,97 AR   | Calvin Smith                                                                     | 9,99      |
| Bieg na 200 m (szczegóły)                 | Joe DeLoach                                                                        | 19,75      | Carl Lewis                                                                          | 19,79     | Robson da Silva                                                                  | 20,04     |
| Bieg na 400 m (szczegóły)                 | Steve Lewis                                                                        | 43,87      | Butch Reynolds                                                                      | 43,93     | Danny Everett                                                                    | 44,09     |
| Bieg na 800 m (szczegóły)                 | Paul Ereng                                                                         | 1:43,45    | Joaquim Cruz                                                                        | 1:43,90   | Saïd Aouita                                                                      | 1:44,06   |
| Bieg na 1500 m (szczegóły)                | Peter Rono                                                                         | 3:35,96    | Peter Elliott                                                                       | 3:36,15   | Jens-Peter Herold                                                                | 3:36,21   |
| Bieg na 5000 m (szczegóły)                | John Ngugi                                                                         | 13:11,70   | Dieter Baumann                                                                      | 13:15,52  | Hansjörg Kunze                                                                   | 13:15,73  |
| Bieg na 10 000 m (szczegóły)              | Ibrahim Butajjib                                                                   | 27:21.44   | Salvatore Antibo                                                                    | 27:23.55  | Kipkemboi Kimeli                                                                 | 27:25.16  |
| Bieg maratoński (szczegóły)               | Gelindo Bordin                                                                     | 2:10:32    | Douglas Wakiihuri                                                                   | 2:10:47   | Ahmed Salah                                                                      | 2:10:59   |
| Bieg na 110 m przez płotki (szczegóły)    | Roger Kingdom                                                                      | 12,98      | Colin Jackson                                                                       | 13,28     | Tonie Campbell                                                                   | 13,38     |
| Bieg na 400 m przez płotki (szczegóły)    | André Phillips                                                                     | 47,19      | Amadou Dia Ba                                                                       | 47,23 NR  | Edwin Moses                                                                      | 47,56     |
| Bieg na 3000 m z przeszkodami (szczegóły) | Julius Kariuki                                                                     | 8:05,51 OR | Peter Koech                                                                         | 8:06,79   | Mark Rowland                                                                     | 8:07,96   |
| Sztafeta 4 × 100 m (szczegóły)            | ZSRR · Wiktor Bryzhin · Władimir Kryłow · Władimir Murawjow · Witalij Sawin        | 38,19      | Wielka Brytania · Elliot Bunney · John Regis · Michael McFarlane · Linford Christie | 38,28     | Francja · Bruno Marie-Rose · Daniel Sangouma · Gilles Quénéhervé · Max Morinière | 38,40     |
| Sztafeta 4 × 400 m (szczegóły)            | Stany Zjednoczone · Danny Everett · Steve Lewis · Kevin Robinzine · Butch Reynolds | 2:56,16    | Jamajka · Howard Davis · Devon Morris · Winthrop Graham · Bert Cameron              | 3:00,30   | RFN · Norbert Dobeleit · Edgar Itt · Jörg Vaihinger · Ralf Lübke                 | 3:00,56   |
| Chód na 20 km (szczegóły)                 | Jozef Pribilinec                                                                   | 1:19:57    | Ronald Weigel                                                                       | 1:20:00   | Maurizio Damilano                                                                | 1:20:14   |
| Chód na 50 km (szczegóły)                 | Wiaczesław Iwanienko                                                               | 3:38:29 OR | Ronald Weigel                                                                       | 3:38:56   | Hartwig Gauder                                                                   | 3:39:45   |
| Skok wzwyż (szczegóły)                    | Hennadij Awdiejenko                                                                | 2,38 OR    | Hollis Conway                                                                       | 2,36      | Rudolf Powarnicyn Patrik Sjöberg                                                 | 2,36      |
| Skok o tyczce (szczegóły)                 | Serhij Bubka                                                                       | 5,90       | Rodion Gataullin                                                                    | 5,85      | Grigorij Jegorow                                                                 | 5,80      |
| Skok w dal (szczegóły)                    | Carl Lewis                                                                         | 8,72       | Mike Powell                                                                         | 8,49      | Larry Myricks                                                                    | 8,27      |
| Trójskok (szczegóły)                      | Christo Markow                                                                     | 17,61      | Igor Łapszyn                                                                        | 17,52     | Aleksandr Kowalenko                                                              | 17,42     |
| Pchnięcie kulą (szczegóły)                | Ulf Timmermann                                                                     | 22,47 OR   | Randy Barnes                                                                        | 22,39     | Werner Günthör                                                                   | 21,99     |
| Rzut dyskiem (szczegóły)                  | Jürgen Schult                                                                      | 68,82      | Romas Ubartas                                                                       | 67,48     | Rolf Danneberg                                                                   | 67,38     |
| Rzut młotem (szczegóły)                   | Siergiej Litwinow                                                                  | 84,80 OR   | Jurij Siedych                                                                       | 83,76     | Jüri Tamm                                                                        | 81,16     |
| Rzut oszczepem (szczegóły)                | Tapio Korjus                                                                       | 84,28      | Jan Železný                                                                         | 84,12     | Seppo Räty                                                                       | 83,26     |
| Dziesięciobój (szczegóły)                 | Christian Schenk                                                                   | 8488 pkt.  | Torsten Voss                                                                        | 8399 pkt. | Dave Steen                                                                       | 8328 pkt. |

### Kobiety
| Konkurencja:                           | 1. miejsce                                                                                  | Rezultat        | 2. miejsce                                                                                             | Rezultat  | 3. miejsce                                                                        | Rezultat  |
| Bieg na 100 m (szczegóły)              | Florence Griffith-Joyner                                                                    | 10,54           | Evelyn Ashford-Washington                                                                              | 10,83     | Heike Drechsler                                                                   | 10,85     |
| Bieg na 200 m (szczegóły)              | Florence Griffith-Joyner                                                                    | 21,34 WR OR     | Grace Jackson                                                                                          | 21,72     | Heike Drechsler                                                                   | 21,95     |
| Bieg na 400 m (szczegóły)              | Olha Bryzhina                                                                               | 48,65           | Petra Müller                                                                                           | 49,45     | Olga Nazarowa                                                                     | 49,90     |
| Bieg na 800 m (szczegóły)              | Sigrun Wodars                                                                               | 1:56,10         | Christine Wachtel                                                                                      | 1:56,64   | Kim Gallagher                                                                     | 1:56,91   |
| Bieg na 1500 m (szczegóły)             | Paula Ivan                                                                                  | 3:53,96 OR      | Laimutė Baikauskaitė                                                                                   | 4:00,24   | Tetiana Samolenko                                                                 | 4:00,30   |
| Bieg na 3000 m (szczegóły)             | Tetiana Samolenko                                                                           | 8:26,53         | Paula Ivan                                                                                             | 8:27,15   | Yvonne Murray                                                                     | 8:29,02   |
| Bieg na 10 000 m (szczegóły)           | Olga Bondarienko                                                                            | 31:05,21        | Liz McColgan                                                                                           | 31:08,44  | Ołena Żupijewa                                                                    | 31:19,82  |
| Bieg maratoński (szczegóły)            | Rosa Mota                                                                                   | 2:25:40         | Lisa Martin-Ondieki                                                                                    | 2:25:53   | Katrin Dörre                                                                      | 2:26:21   |
| Bieg na 100 m przez płotki (szczegóły) | Jordanka Donkowa                                                                            | 12,38           | Gloria Siebert                                                                                         | 12,61     | Claudia Zaczkiewicz                                                               | 12,75     |
| Bieg na 400 m przez płotki (szczegóły) | Debbie Flintoff-King                                                                        | 53,17           | Tatjana Ledowska                                                                                       | 53,18     | Ellen Fiedler                                                                     | 53,63     |
| Sztafeta 4 × 100 m (szczegóły)         | Stany Zjednoczone · Alice Brown · Sheila Echols · Florence Griffith-Joyner · Evelyn Ashford | 41,98           | NRD · Silke Möller · Kerstin Behrendt · Ingrid Lange · Marlies Göhr                                    | 42,09     | ZSRR · Ludmiła Kondratjewa · Galina Malczugina · Marina Żyrowa · Natalia Woronowa | 42,75     |
| Sztafeta 4 × 400 m (szczegóły)         | ZSRR · Tatjana Ledowska · Olga Nazarowa · Marija Pinigina · Olha Bryzhina                   | 3:15,17 WR OR   | Stany Zjednoczone · Denean Howard-Hill · Diane Dixon · Valerie Brisco-Hooks · Florence Griffith-Joyner | 3:15,51   | NRD · Dagmar Neubauer · Kirsten Emmelmann · Sabine Busch · Petra Müller           | 3:18,29   |
| Skok wzwyż (szczegóły)                 | Louise Ritter                                                                               | 2,03            | Stefka Kostadinowa                                                                                     | 2,01      | Tamara Bykowa                                                                     | 1,99      |
| Skok w dal (szczegóły)                 | Jackie Joyner-Kersee                                                                        | 7,40 OR         | Heike Drechsler                                                                                        | 7,22      | Galina Czistiakowa                                                                | 7,11      |
| Pchnięcie kulą (szczegóły)             | Natalja Lisowska                                                                            | 22,24           | Kathrin Neimke                                                                                         | 21,07     | Li Meisu                                                                          | 21,06     |
| Rzut dyskiem (szczegóły)               | Martina Hellmann                                                                            | 72,30 OR        | Diana Gansky                                                                                           | 71,88     | Cwetanka Christowa                                                                | 69,74     |
| Rzut oszczepem (szczegóły)             | Petra Felke                                                                                 | 74,68           | Fatima Whitbread                                                                                       | 70,32     | Beate Koch                                                                        | 67,30     |
| Siedmiobój (szczegóły)                 | Jackie Joyner-Kersee                                                                        | 7291 pkt. WR OR | Sabine John                                                                                            | 6987 pkt. | Anke Behmer                                                                       | 6858 pkt. |